# Loropéni
Loropéni és una vila del sud de Burkina Faso, és la capital de departament homònim, a l'oest de la província de Poni, i la ciutat de Gaoua.

## Patrimoni de la Humanitat
Està inscrita a la llista del Patrimoni de la Humanitat de la UNESCO des del 2009.
Es tracta de la millor preservada de les deu fortaleses que es troben a la regió, situades a la regió fronterera amb el Togo i Ghana. Foren construïdes fa més de mil anys, abandonades i reocupades pels lohron o koulango, que controlaven l'extracció i la transformació de l'or a la regió, en el seu apogeu, dels segles xiv al XVI. Van ser abandonades al segle xix.
Es tracta d'unes parets de blocs de pedra vermella, sense talla, i de còdols de laterita que s'eleven fins a sis metres d'altura. No hi ha cap certesa quant al seu constructor.